# Технологічні схеми збагачення корисних копалин

Технологі́чні схе́ми збага́чення ко́ри́сних копа́лин — графічне зображення послідовності технологічних операцій, яким піддають корисну копалину на збагачувальній фабриці. Розрізняють технологічні, водно-шламові, якісно-кількісні схеми збагачення та схеми обладнання (ланцюга апаратів).
Схема збагачення показує послідовність переміщень усіх продуктів збагачення вихідної сировини між технологічними операціями, з яких кожна позначається горизонтальною лінією.

## Класифікація схем збагачення
Розрізняють технологічні, водно-шламові, лінійні, якісно-кількісні С.з. та схеми ланцюга апаратів.
Т е х н о л о г і ч н а С.з. — зображення або опис усіх технологічних операцій збагачення у взаємозв'язку.
В о д н о- ш л а м о в а С.з. — зображення або опис операцій з обробки шламів та перерозподілу води між продуктами збагачення.
Л і н і й н а — С.з. з показом послідовних переміщень усіх продуктів збагачення вихідної сировини між технологічними операціями, з яких кожна позначається горизонтальною лінією.
Я к і с н о-к і л ь к і с н а — лінійна С.з. з наведенням характеристик кожного з продуктів: витрати твердої речовини, вихід, зольність, волога (або концентрація твердого), витрати рідини.
С х е м а л а н ц ю г а а п а р т і в (схема обладнання) — послідовність умовних зображень кожного технологічного процесу або апарата з зазначенням ліній переміщення твердого продукту, води, допоміжних матеріалів, тобто технологічних зв'язків між операціями та апаратами.
Схеми збагачення класифікують також за такими чотирма основними ознаками:
- — числом використовуваних методів збагачення,
- — числом використовуваних у кожному методі процесів,
- — числом використовуваних у кожному процесі операцій,
- — числом використовуваних стадій зміни крупності корисної копалини.

За першою ознакою можуть застосовуватися монометодні (наприклад, гравітаційні, флотаційні, магнітні), диметодні (напр., гравітаційно-магнітні, гравітаційно-флотаційні) і поліметодні (наприклад, гравітаційно-флотаційно-магнітні) схеми збагачення. Основою для вибору якого-небудь методу служить відмінність в розділових ознаках мінералів і економічність методу.
За другою ознакою кожний із застосовуваних методів може бути представлений декількома процесами. Так, наприклад, гравітаційний метод може бути реалізований процесами важкосередовищного збагачення, відсадки, концентрації на столах, збагачення на ґвинтових сепараторах і шлюзах. Вибір збагачувального процесу визначається крупністю вкраплення мінералів, відмінностями в розділових ознаках мінералів і техніко-економічних даних для кожного конкуруючого процесу.
За третьою ознакою кожний із процесів здійснюється у вигляді декількох операцій, при цьому в кожному циклі може бути основна, контрольна і перечисні операції. Мета основної операції — виділення основної маси цінних мінералів, контрольної — остаточне їх виділення, перечисних — підвищення якості концентрату. Вибір числа операцій для здійснення кожного процесу визначається вимогами до кінцевих продуктів і сепараційними характеристиками використовуваних апаратів.
За четвертою ознакою схеми збагачення розрізняють за числом стадій, яке залежить від крупності цінних мінералів і характеру їхнього вкраплення в порожню породу. Застосування більше двох перечищень без зміни крупності нераціональне. Звичайно багатостадійні схеми застосовують для тонковкраплених руд при високих вимогах до якості концентрату.
Вибір схеми збагачення здійснюється на підставі даних про збагачуваність корисної копалини і, крім того, після дослідно-промислової перевірки схеми, що рекомендується.
Залежно від деталізації схеми переробки корисних копалин підрозділяють на п р и н ц и п о в і і п о в н і. На принципових схемах зображують окремі цикли і стадії збагачення, на повних — всі операції.
Ц и к л о м з б а г а ч е н н я називають відособлену групу операцій збагачення корисної копалини, що має загальні ознаки щодо якості корисної копалини, мети збагачення або до процесу збагачення і його режиму. Наприклад, при флотації поліметалічної руди розрізняють цикли колективної, мідної, свинцевої і цинкової флотації.
С т а д і є ю з б а г а ч е н н я називається сукупність операцій збагачення, які здійснені з вихідною рудою або дробленим до певної крупності продуктом. Таким чином, число стадій схеми збагачення залежить від числа операцій зміни крупності матеріалу, що переробляється.
Схема збагачення, що містить дані про якість і кількість корисної копалини і продуктів її обробки, називається якісно-кількісною, а схема, що містить дані про кількість води в окремих операціях і продуктах, називається водно-шламовою. При об'єднанні цих схем в одну одержують технологічну схему збагачення.
При розробці технологічних схем користуються лінійним, апаратним і масштабним (об'ємним) способами зображення (рис.). Найчастіше користуються лінійним і апаратним зображеннями схем.
Одним з основних завдань прийнятої схеми збагачення є забезпечення випуску продукції, якість якої повинна задовольняти вимоги державних стандартів або технічних умов міністерств.

## Дослідження технологічних схем збагачення корисних копалин
Дослідження технологічних схем збагачення мінеральної сировини, виконані у лабораторних умовах, перевіряють з метою підтвердження їхньої відтворюваності та одержаних показників збагачення в умовах безперервного і замкненого процесу, що моделює промислове підприємство або максимально до нього наближується.
- До стадії лабораторних віднесені перервні дослідження, що проводять на окремих апаратах і наважках масою не більше 10 кг з отриманням показників, які забезпечують можливість розрахунку якісно-кількісної схеми, відбору проб концентрату і відходів, достатніх для подальших лабораторних досліджень. За результатами лабораторних досліджень складають технологічну схему для укрупнених лабораторних досліджень.

Залежно від поставлених задач перевірки лабораторних показників подальші дослідження виконують в укрупненому, напівпромисловому або дослідно-промисловому масштабі.
- Укрупнені лабораторні дослідження проводять у безперервному режимі по повній схемі збагачення, складеній з лабораторного обладнання (продуктивність такої схеми звичайно не перевищує 100 кг/год). В результаті укрупнених досліджень складають товарний баланс продуктів збагачення та напрацьовують необхідну масу концентрату для подальших досліджень, крім того відбирають пробу відходів з метою визначення можливості їхнього подальшого використання. На основі результатів укрупнених лабораторних досліджень складають технологічний регламент.

Укрупнені дослідження проводять на стадії попередньої розвідки родовищ. Їхні результати використовують для обґрунтування доцільності проведення детальної розвідки родовищ та складання для нього тимчасових кондицій, а також для підготовки до наступних напівпромислових досліджень.
- Напівпромислові дослідження є контрольними, оскільки з їхньою допомогою перевіряється технологія переробки мінеральної сировини, що розроблена в результаті укрупнених лабораторних досліджень. Дослідження проводять, як правило, у безперервному режимі з повним відтворенням рекомендацій технологічної схеми з урахуванням обороту води та очищення стічних вод. Напівпромислові дослідження закінчують визначенням не менше, ніж добового балансу продуктів та напрацьовуванням концентратів у кількостях, необхідних для подальших робіт передбачених схемою (напр., грудкування, гідро- або пірометалургійних процесів), а також відходів, достатніх для виробництва дослідних партій будівельної або іншої продукції.

Результат напівпромислових досліджень — технологічний регламент, який використовується для складення ТЕО проекту кондицій родовища, яке розвідується, підрахування і затвердження запасів родовищ. Дані напівпромислових досліджень також необхідні при розробці проектів промислових гірничо-збагачувальних підприємств.
- Промислові дослідження застосовують для відпрацьовування та перевірки технології нетрадиційних видів мінеральної сировини, а також з метою відпрацьовування нового технологічного обладнання і уточнення вихідних даних для проектування промислових підприємств для переробки мінеральної сировини. Продуктивність установок складає звичайно 50 — 150 т/год. Часто для промислових досліджень використовують секції діючих збагачувальних фабрик. При промислових дослідженнях напрацьовують крупні партії концентрату (до 100 тис. т) для наступного грудкування та металургійного переділу.

Програма досліджень включає такі розділи: мета, задачі і строки проведення дослідницьких робіт; етапи робіт (наладка і регулювання обладнання, відпрацьовування вузлів і варіантів схем, наладка рекомендованих схем); контрольні дослідження (балансові і товарні опробування, актування показників переробки сировини); узагальнення одержаних результатів та складання звіту. На основі програми досліджень складають кошторис витрат, необхідних для виконання усього обсягу дослідницьких робіт.
Тривалість досліджень визначається для кожної проби програмою досліджень залежно від типу мінеральної сировини, маси проби, складності і варіантів досліджуваних проб, необхідної маси кінцевих продуктів.
Отримані результати — вихідні дані для розробки проекту нової збагачувальної фабрики або для реконструкції діючої.